# Linus Lichtschlag
Linus Lichtschlag (Berlín, 4 de septiembre de 1988) es un deportista alemán que compitió en remo.
Ganó una medalla de oro en el Campeonato Mundial de Remo de 2010 y una medalla de oro en el Campeonato Europeo de Remo de 2010. Participó en los Juegos Olímpicos de Londres 2012, ocupando el sexto lugar en la prueba de doble scull ligero.

## Palmarés internacional
| Campeonato Mundial | Campeonato Mundial          | Campeonato Mundial | Campeonato Mundial  |
| Año                | Lugar                       | Medalla            | Prueba              |
| ------------------ | --------------------------- | ------------------ | ------------------- |
| 2010               | Cambridge (Nueva Zelanda)   | Medalla de oro     | Cuatro scull ligero |
| Campeonato Europeo |                             |                    |                     |
| Año                | Lugar                       | Medalla            | Prueba              |
| 2010               | Montemor-o-Velho (Portugal) | Medalla de oro     | Doble scull ligero  |